# Місхорський парк

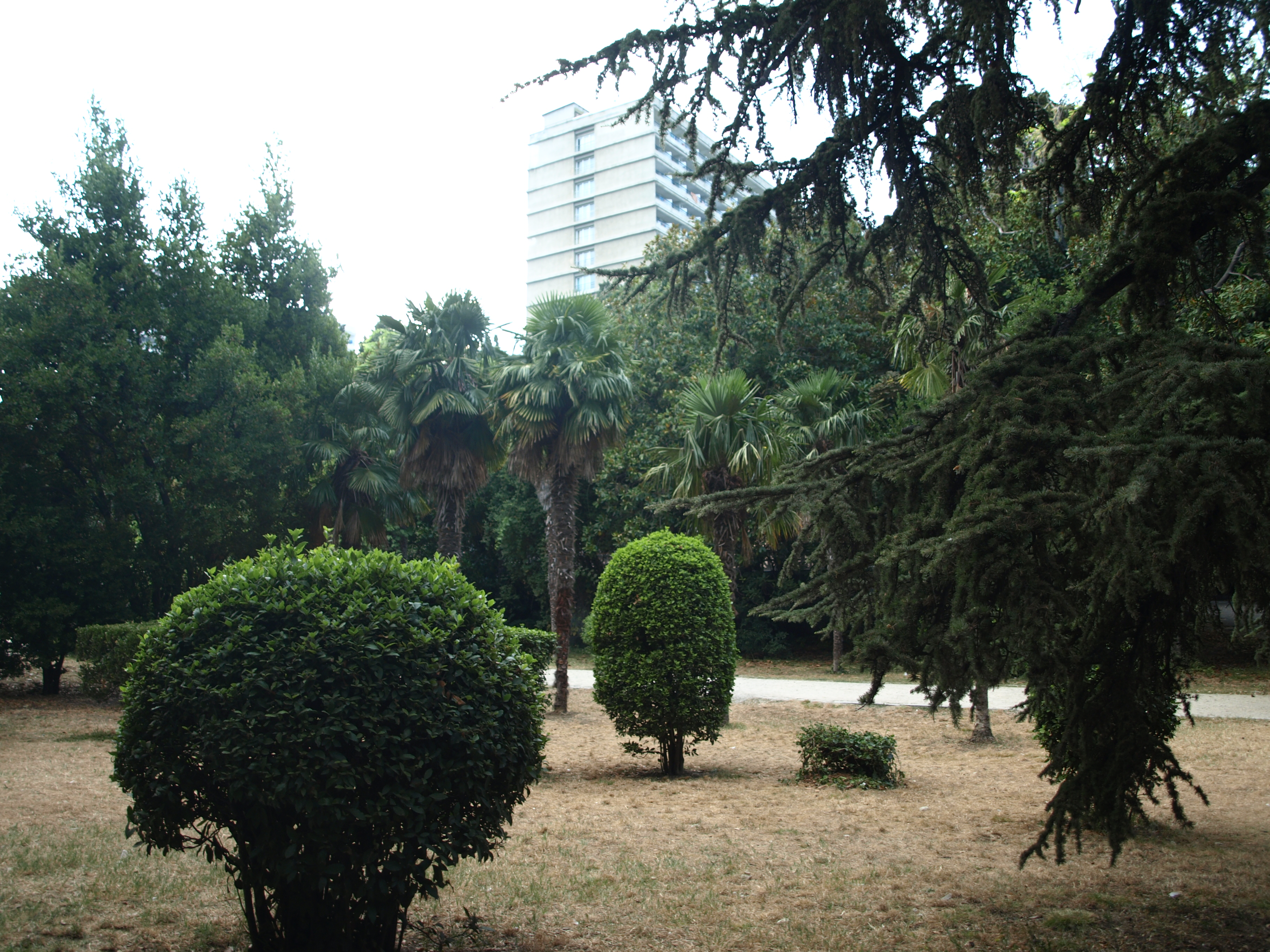

Місх́орський парк — парк на території Місхора (Велика Ялта). Пам'ятка садово-паркового мистецтва. Закладений в кінці XVIII століття.

## Опис
Площа парку — 21,3 гектари. На його території зосереджено близько 100 видів і садових форм екзотичних дерев і чагарників, ростуть як місцеві лісові породи (дуб пухнастий, сосна кримська, фісташка туполиста), так і екзоти, такі як кипарис аризонський, кипарис гваделупський, сосна алепська, сосна Культера, пальми, бамбук, олеандр.
У парку діє кольорово-музичний фонтан.

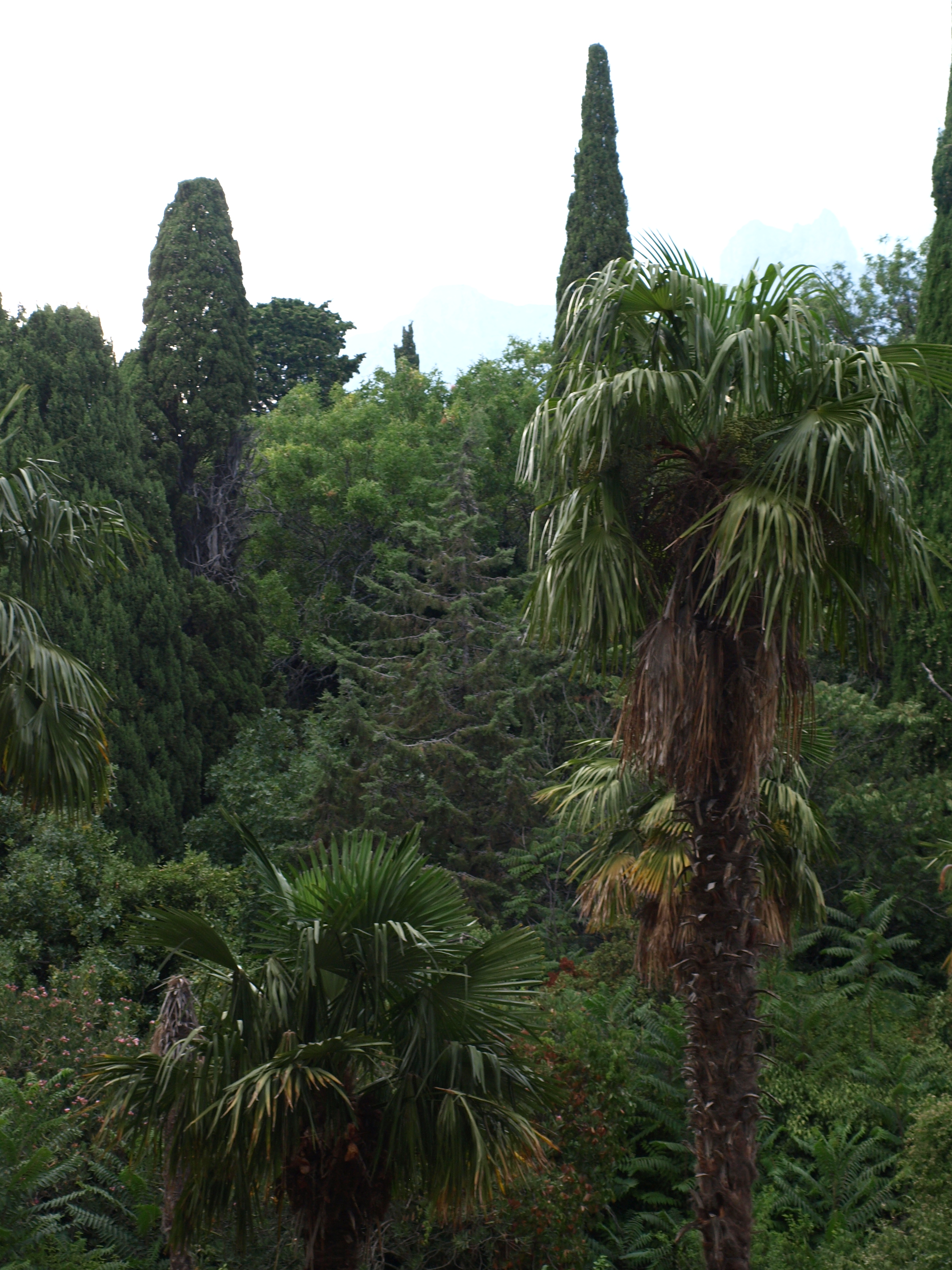